# ポンプ座イータ星
ポンプ座η星（ポンプざいーたせい、η Antliae、η Ant）は、ポンプ座の恒星である。年周視差に基づいて太陽系からの距離を計算すると、約109光年となる。

## 特徴
ポンプ座η星は二重星で、19世紀にジョン・ハーシェルが喜望峰で観測を行った際に初めて記録された。元から知られる5等星から北西約30秒角の位置に、11等星が見える。この2つの恒星は、固有運動が共通している真の連星である可能性が高いとみられる。
| 太陽 | ポンプ座η星 |
| ---- | ----------- |
| 太陽 | Exoplanet   |

ポンプ座η星（主星）は、見かけの等級が5.23と、肉眼でみえる明るさである。ポンプ座η星はF型主系列星で、スペクトル型はF1 Vと分類される。ポンプ座η星の質量、半径は太陽のおよそ1.7倍で、光度は太陽の6.8倍程度と見積もられ、表面の有効温度は約7,228 Kである。この温度は、黄白色に輝くF型星のそれと整合する。
| 太陽 | HJ 4271 B |
| ---- | --------- |
| 太陽 | Exoplanet |

伴星は、発見したジョン・ハーシェルは13等星としているが、近年の可視等級では11.3とされている。質量は太陽の4割程度、表面の有効温度はおよそ4,000 Kと予想されている。